# Mary Hannikainen
Mary Hannikainen (12 de enero de 1901 – 7 de febrero de 1974) fue una actriz y cantante finlandesa de voz soprano soubrette e intérprete del género de la opereta. 

## Biografía
Su verdadero nombre era Mary Helene Spennert, y nació en Helsinki, Finlandia. Estudió canto en Finlandia teniendo como profesores a Alma Fohström, Maikki Järnefelt, Heikki Klemetti y Hanna Granfelt. También se formó en Berlín (1921–1924), París (1924–1926), Budapest y Estocolmo.
A lo largo de su carrera actuó en el Deutsches Theater (1921–1923) y en el Großes Schauspielhaus, ambos teatros en Berlín. En Helsinki actuó en el Teatro Sueco (1924–1928), en el Teatro Nacional de Finlandia (1928–1932 y 1934–1941) y en la Ópera Nacional de Finlandia (1932–1934). En el Teatro Oscar de Estocolmo trabajó en 1952–1953. Fuera de su país, además de Estocolmo, actuó para teatros de Gotemburgo, Malmö, Tallin, Oslo, París, Zürich y Londres. 
Hannikainen cantó más de 400 veces el personaje principal de La viuda alegre, de Franz Lehár, y 300 veces La posada del Caballito Blanco, de Ralph Benatzky. Otras operetas que interpretó fueron las de Imre Kálmán La princesa del circo y La princesa gitana, así como la de Paul Abraham La flor de Hawái. También actuó en óperas, como La Traviata (de Giuseppe Verdi), Fausto (de Charles Gounod), The Beggar's Opera (de Johann Christoph Pepusch) y Pohjalaisia (de Leevi Madetoja).
Mary Hannikainen, que vivía en Estocolmo, Suecia, desde el año 1952, falleció en dicha capital en 1974. Desde 1927 hasta la muerte de él en 1942, estuvo casada con el violinista Arvo Hannikainen. Posteriormente se casó con el director  Axel Wilhelm Kallenberg.